# Aranguren (kommun)
Aranguren är en kommun i Spanien.   Den ligger i provinsen Provincia de Navarra och regionen Navarra, i den nordöstra delen av landet, 300 km nordost om huvudstaden Madrid. Antalet invånare är 8 092. Arean är 41 kvadratkilometer. Aranguren gränsar till Pamplona.
Terrängen i Aranguren är platt åt nordväst, men åt sydost är den kuperad.